# Vladimiro Schettina
Vladimiro Schettitna Chepini (n. Asunción, Paraguay, 8 de octubre de 1955) es un exfutbolista paraguayo, que jugaba en la posición de defensa. Fue internacional con la Selección Paraguaya de Fútbol en 3 ocasiones, participando de la Copa del Mundo de México 1986 y en la Copa América 1983. Es además un jugador plenamente identificado con el Guaraní de su país, que fue el único club de su carrera.

## Clubes
| Club    | País     | Año         |
| ------- | -------- | ----------- |
| Guaraní | Paraguay | 1975 - 1990 |

## Palmarés
| Título           | Club    | País     | Año  |
| ---------------- | ------- | -------- | ---- |
| Primera División | Guaraní | Paraguay | 1984 |